# ناثانيل هيرد
ناثانيل هيرد (بالإنجليزية: Nathaniel Hurd)‏ هو فنان تشكيلي أمريكي، ولد في 1729، وتوفي في 1777.